# Manuel Steitz
Pour les articles homonymes, voir Steitz.
Manuel Steitz, né le 21 mars 1994 à Munich (Bavière), est un acteur allemand.
Steitz, présentement à l'école secondaire, a commencé sa carrière d'acteur avec des courts métrages pour des étudiants de l'Université de la télévision et du film de Munich. Dans Die Tierfreund (les amoureux des animaux), réalisé par Jens Junker, il a fait ses débuts d'acteur. Après cela, a suivi un court-métrage du réalisateur Sébastien Stern. En 2006, il a joué le rôle de Seppel dans le film Le Brigand Briquambroque. Il s'agissait de son premier long-métrage. Entre 2009 et 2011, Manuel Steitz a été aperçu dans la série de films Vorstadtkrokodile alors qu'il incarnait Olli Weißmann.

## Filmographie
Au cinéma
- 2006 : Der Räuber Hotzenplotz : Seppel
- 2007 : Herr Bello : Max Sternheim
- 2009-2011 : Vorstadtkrokodile : Olli Weißmann

Autres
- 2002 : Der Tierfreund (court-métrage)
- 2004 : Fang des Lebens (court-métrage)